# بن شیتز
بن شیتز (انگلیسی: Ben Sheets؛ زادهٔ ۱۸ ژوئیهٔ ۱۹۷۸) بازیکن بیس‌بال اهل ایالات متحده آمریکا بود.